# Houplin-Ancoisne
 Houplin-Ancoisne  es una población y comuna francesa, en la región de Norte-Paso de Calais, departamento de Norte, en el distrito de Lille y cantón de Seclin-Nord.

## Demografía
| 2269 | 2370 | 2653 | 3009 | 3407 | 3631 |
| Para los censos de 1962 a 1999 la población legal corresponde a la población sin duplicidades (Fuente: INSEE [Consultar]) |      |      |      |      |      |